# Реј Донован
Реј Донован је америчка крими ТВ серија чије творац Ен Бидерман.

## Радња
Радња серије смештена је у Лос Анђелесу у Калифорнији. Реј Донован (Лијев Шрајбер) је специјалиста за илегално отклањање разних проблема богатих и славних људи. Међутим, и сам упада у невоље када његов отац, Мики (Џон Војт), коме подмеће син који га криви за невоље породице Донован, неочекивано излази из затвора!

## Улоге
| Глумац         | Лик                                                         |
| -------------- | ----------------------------------------------------------- |
| Лијев Шрајбер  | Рејмонд Реј Донован                                         |
| Џон Војт       | Мики Донован, Рејев отац                                    |
| Еди Марсан     | Теренс Тери Донован, Рејев старији брат                     |
| Стивен Бауер   | Ави Рудин, Рејева десна рука                                |
| Деш Мајхок     | Брендан Банчи Донован, Рејев млађи брат                     |
| Пола Малкомсон | Еби Донован, Рејева жена                                    |
| Пуч Хол        | Дерил Донован, Рејев млађи полубрат (преко Микија и Клодет) |
| Сузан Сарандон | Саманта Винслоу                                             |
| Кетрин Мониг   | Лина Барнум                                                 |
| Керис Дорси    | Бриџет Донован, Рејева ћерка                                |
| Девон Бегби    | Конор Донован, Рејев син                                    |
| Грејем Роџерс  | Џејкоб Смити Смит, Бриџетин дечко                           |